# Neo Angelique (jeu vidéo)
Pour le manga, voir Neo Angelique (manga).
Neo Angelique (ネオ アンジェリーク, « Néo Angélique ») est un jeu vidéo japonais de simulation de drague sorti en 2006, relance de la franchise Angelique. Il est suivi en 2008 de versions améliorées nommées Neo Angelique Full Voice (ネオ アンジェリーク フルボイス) puis Neo Angelique Special (ネオ アンジェリーク Special).

## Présentation
Le jeu est développé par Ruby Party pour Koei, et sort d'abord le 4 mars 2006 au Japon sur PlayStation 2. C'est le cinquième jeu de la franchise Angelique, sorti un peu plus de deux ans après le dernier jeu de la série, Angelique Etoile. Le jeu est destiné à un public féminin, toujours réalisé d'après des dessins de la shojo mangaka Kairi Yura, et contient des éléments de fantasy, d'aventures, de stratégie et de romantisme.
Ce jeu se veut en fait une relance de la série, avec de nouveaux personnages et de nouveaux thèmes et mécaniques de jeu, comprenant désormais des combats. La nouvelle héroïne est toujours prénommée Angelique, mais il n'y a plus ni gardiens ni reine Angelique, et il n'y a cette fois que quatre personnages masculins principaux.
L'histoire développée dans le jeu est également adaptée en une série manga homonyme publiée de 2006 à 2008, en drama CD (histoires sur CD audio), et en deux séries anime en 2008 (Neo Angelique Abyss et Neo Angelique Abyss -Second Age-).
Le jeu ressort deux ans plus tard sur la même plateforme dans une version améliorée sous le titre Neo Angelique Full Voice, le 27 mars 2008. 

Il est peu après adapté pour PlayStation Portable, le 20 septembre 2008, sous le titre Neo Angelique Special, incluant de nouveaux personnages supplémentaires apparus entre-temps dans les séries manga et animées.

## Histoire
Sur le continent flottant Arcadia (découvert dans Angelique Trois), Angelique affronte des créatures nommées Thanatos, aidée de quatre nouveaux alliés...